# Chalarus delicatus
Chalarus delicatus är en tvåvingeart som beskrevs av José Albertino Rafael 1990. Chalarus delicatus ingår i släktet Chalarus och familjen ögonflugor. Inga underarter finns listade i Catalogue of Life.